# HorrorPops
HorrorPops, aussi simplement stylisé Horrorpops, est un groupe de psychobilly danois. 
Le groupe ne compte aucun DVD, mais il fait une apparition dans le film Punk Rock Hollocaust. Le clip de Miss Take est disponible sur le DVD de Punk Rock Hollocaust en bonus ainsi qu'un live, et sur Punk-O-Rama 10 (compilation de Epitaph). Par ailleurs d'autres vidéos sont disponibles sur Internet.

## Biographie

### Débuts (1996–1999)
HorrorPops se forme à Cologne, en Allemagne, lors du festival Popkom en 1996, à la suite de la rencontre de Patricia, chanteuse et guitariste de Peanut Pump Gun, et de Kim Nekroman, chanteur et contrebassiste de Nekromantix. Après s'être découvert un goût mutuel pour la surf music, le punk, le ska et le rock 'n' roll, ils décident de monter un groupe et échangent leurs instruments ; puis le batteur Niedermeier et le guitariste Caz the Clash les rejoignent. La formation décide d'adopter un son se rapprochant du rock 'n' roll, que l'on peut associer au psychobilly. Plus tard, Caz the Clash est remplacé par Karsten, le chanteur de Strawberry Slaughterhouse.
En 1999, le groupe enregistre deux titres, Ghouls et Psychobitches Outta Hell. Ensuite, Mille et Kristina, qui travaillaient avec Patricia dans une entreprise de piercing, rejoignent le groupe en tant que danseuses. Le groupe joue ensuite dans toute l'Europe.

### Démos etHell Yeah!(2000–2003)
En 2000, Day recrute deux amis, Mille et Kamilla Vanilla, employées dans une boutique de piercing. Le groupe enregistre une démo sept titres pour la presse, mais filtrera dans le grand public, qui retiendra deux singles, Ghouls et Psychobitches outta Hell. Le groupe passe quelques années à tourner en Europe, jusqu'en 2003, avant d'enregistrer une démo six titres. À cette période, Caz the Clash devient père et quitte le groupe pour se consacrer à sa famille. Il est remplacé par u nautre membre du groupe Strawberry Slaughterhouse, Karsten. Hellcat Records, label dirigé par Tim Armstrong, décide de signer HorrorPops grâce à leurs démos. Le groupe publie alors un single vinyle en septembre 2003, et commence une tournée américaine en tête d'affiche.
HorrorPops s'aventure donc aux États-Unis pour une tournée baptisée Aloha from Hell Tour en Californie et en Arizona. Le groupe publie son premier album studio, Hell Yeah! le 10 février 2004, ; l'intérêt pour le groupe grandit grâce à un spectacle organisé par Amoeba Records, à la surprise des HorrorPops. HorrorPops est ensuite attendu pour une tournée américaine, mais bloqué à l'aéroport à cause de problèmes de passeports. The Offspring offrira à HorrorPops l'opportunité de tourner avec eux, après trois jours de retard. HorrorPops joue entre 5 000 et 16 000 spectateurs en Europe. Peu après la fin de cette tournée, HorrorPops revient aux États-Unis jouer au Jimmy Kimmel Live. Mille est remplacé par une autre amie du groupe, Naomi, rapidement rebaptisée NoNo. HorrorPops joue aux États-Unis au Punks VS Psychos.

### Bring it OnetKiss Kiss Kill Kill(2005–2008)

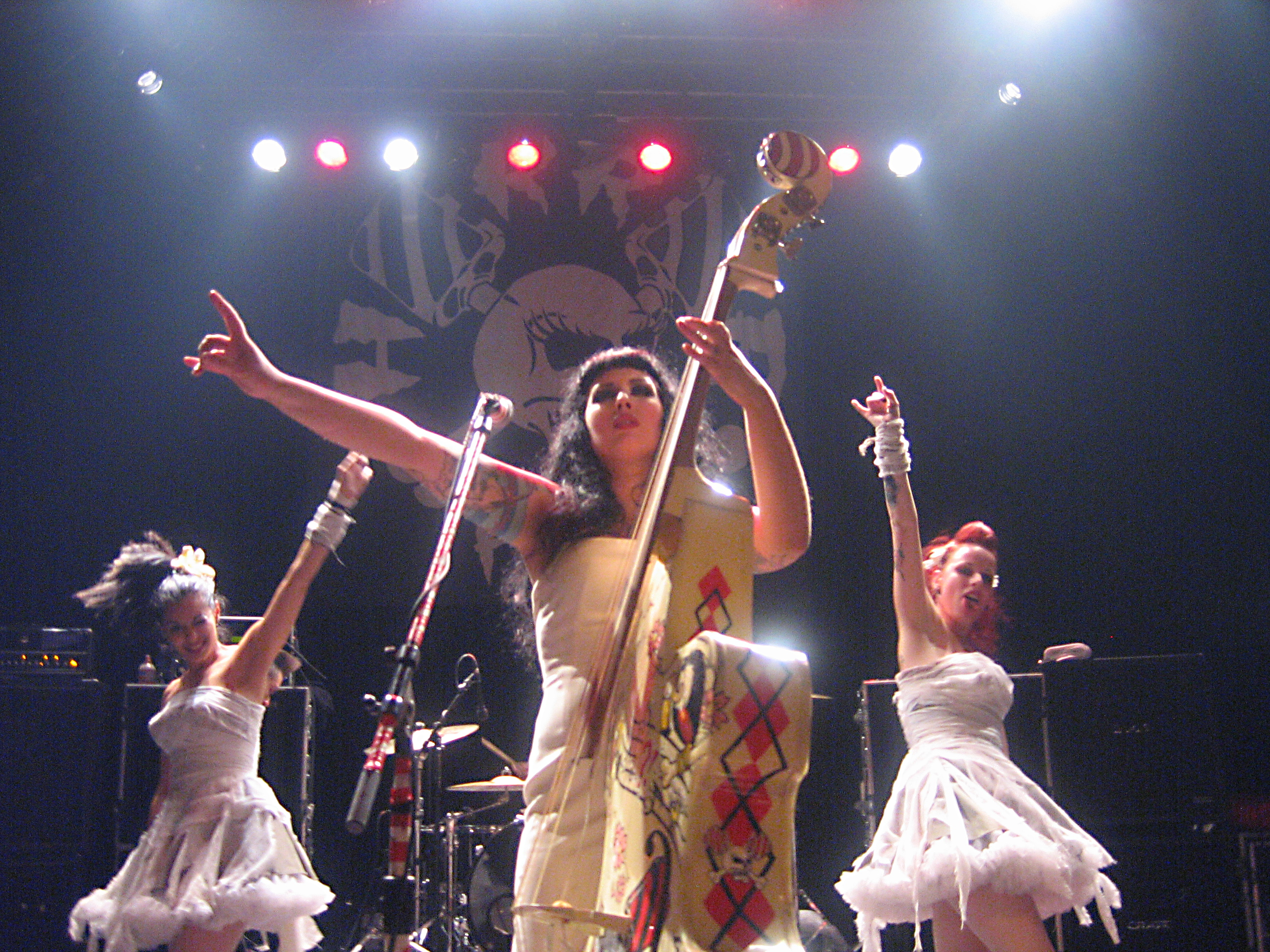
Les HorrorPops, en concert à Montréal en 2006.

Le groupe se délocalise du Danemark à Los Angeles, en Californie. Leur deuxième album, Bring it On!, est publié le 13 septembre 2005 et fait participer leur nouveau guitariste rythmique Geoff Kresge. Les HorrorPops passent l'année 2006 à tourner au Canada, en Asie, en Europe, et aux États-Unis, avec un détour au Vans Warped Tour. Kresge quitte le groupe avant la sortie de leur prochain album, ce qui les ramène à un trio.
Leur troisième album, publié le 5 février 2008, s'intitule Kiss Kiss Kill Kill. Le groupe commence à tourner en Amérique du Nord avant la sortie de l'album. Ils commencent par tourner à San Luis Obispo, en Californie. Deux groupes ouvrent en concert pour eux : Rocket, un groupe féminin, et The Pink Spiders, un groupe de pop punk. Ils joueront au Vans Warped Tour tout l'été. Après la sortie de leur troisième album, Kiss Kiss Kill Kill, ils commencent vraiment à se populariser.

### Retour sur scène en 2020
Après 9 ans loin de la scène, le trio se produit de nouveau en concert. En juin 2021 sort l'album live Live At The Wiltern (Californie) avec 19 titres sur 68 minutes de concert.

### Polémique
Le 23 décembre 2010, Patricia Day entame une procédure judiciaire à la court fédérale d'Indianapolis contre le Hard Rock Casino de Las Vegas, pour usage non autorisé de son image. La chanteuse des HorrorPops accuse Hard Rock et Mattel d'avoir vendu une poupée Barbie à son effigie sans autorisation.
Mattel et Hard Rock publieront une série de Barbies rock 'n' roll, à l'effigie de musiciennes comme Debbie Harry des Blondie, Joan Jett ou Cyndi Lauper.

## Membres

### Membres actuels
- Patricia Day - chant, contrebasse
- Kim Nekroman - guitare électrique
- Henrik « Niedermeier » Stendahl - batterie

### Anciens membres
- Casper « Caz the Clash » Holbek - guitare (1998-2003)
- Karsten - guitare (2003-2004)
- Geoff Kresge - guitare (2005-2006)
- Mille - danse (2000-2004)
- Kamilla Vanilla - danse (2004-2007)
- Naomi - danse (2004-2007)
- Ritah-Tah! - danse (2007-2009)
- Tweek - danse (2007-2009)

## Discographie

### Albums studio
- 2004 : Hell Yeah
- 2005 : Bring it on
- 2008 : Kiss Kiss Kill Kill
- 2021 : Live at the Wiltern 2020

### EP et singles
- 2003 : Ghouls/Psychobitches outta Hell (Rancid Records)
- MissTake (single CD)
- 2008 : Heading for the Disco

## Clips
- 2004 : Ghouls
- 2004 : Miss Take (réalisé par Justin Purser)
- 2005 : Where You Can't Follow (réalisé par Matt Heckerling)
- 2008 : Heading for the Disco? (réalisé par Octavio Winkytiki)
- 2008 : Boot to Boot